# Shinsuke Sato
Shinsuke Sato (佐藤 信介?, Satō Shinsuke; Hiba, 16 settembre 1970) è un regista e sceneggiatore giapponese.

## Filmografia

### Regista
- Princess Blade (2001)
- La clessidra - Ricordi d'amore (2008)
- Hottarake no Shima: Haruka to Mahō no Kagami (2009)
- Gantz - L'inizio (2011)
- Toshokan sensō (2013)
- Oru Arando Apureisa Q: Mona Riza no Hitomi (2014)
- Toshokan sensō The Last Mission (2015)
- I am a Hero (2016)
- Death Note: New Generation – serie TV (2016)
- Death Note - Il film: Illumina il nuovo mondo (2016)
- Bleach (2018)
- Inuyashiki - L'ultimo eroe (2018)
- Kingdom (2019)
- Alice in Borderland – serie TV (2020)
- Kingudamu 2: Harukanaru Daichi e (2022)
- Kingudamu 3: Unmei no Hono (2023)
- Kingudamu 4: Idaina shōgun no kikan (2024)

### Sceneggiatore
- Tokyo Lullaby (1997)
- Tadon to Chikuwa (segmento "Tadon"; 1998)
- Zawa-zawa Shimokita-sawa (2000)
- Rock'nRoll Mishin (2002)
- Seventh Anniversary (2003)
- Haru no Yuki (2005)
- Inu no Eiga (2005)
- Star Reformer (2006)

## Videogiochi
- Tekken 4 (2004)  – character design, scenario design
- Red Ninja: End of Honor (2005) – collaboration support